# Calyptotis thorntonensis
Espèce
Calyptotis thorntonensis est une espèce de sauriens de la famille des Scincidae.

## Répartition
Cette espèce est endémique du Queensland en Australie.

## Description
L'holotype de Calyptotis thorntonensis, un mâle, mesure 64 mm dont 35 mm pour la queue. Cette espèce est d'une teinte brun foncé.

## Étymologie
Son nom d'espèce, composé de thornton et du suffixe latin -ensis, « qui vit dans, qui habite », lui a été donné en référence au lieu de sa découverte, le mont Thornton.

## Publication originale
- Greer, 1983 : The Australian scincid lizard genus Calyptotis de Vis: resurrection of the name, description of four new species, and discussion of relationships. Records Of The Australian Museum, vol. 35, no 1, p. 29-59 (texte intégral).